# جون إي. بيكرينغ
جون إي. بيكرينغ (بالإنجليزية: John E. Pickering)‏ هو طبيب أمريكي، ولد في 27 أبريل 1918 في بيسبي في الولايات المتحدة، وتوفي في 19 سبتمبر 1997 في تيجيراس في الولايات المتحدة.